# Markthalle Delmenhorst

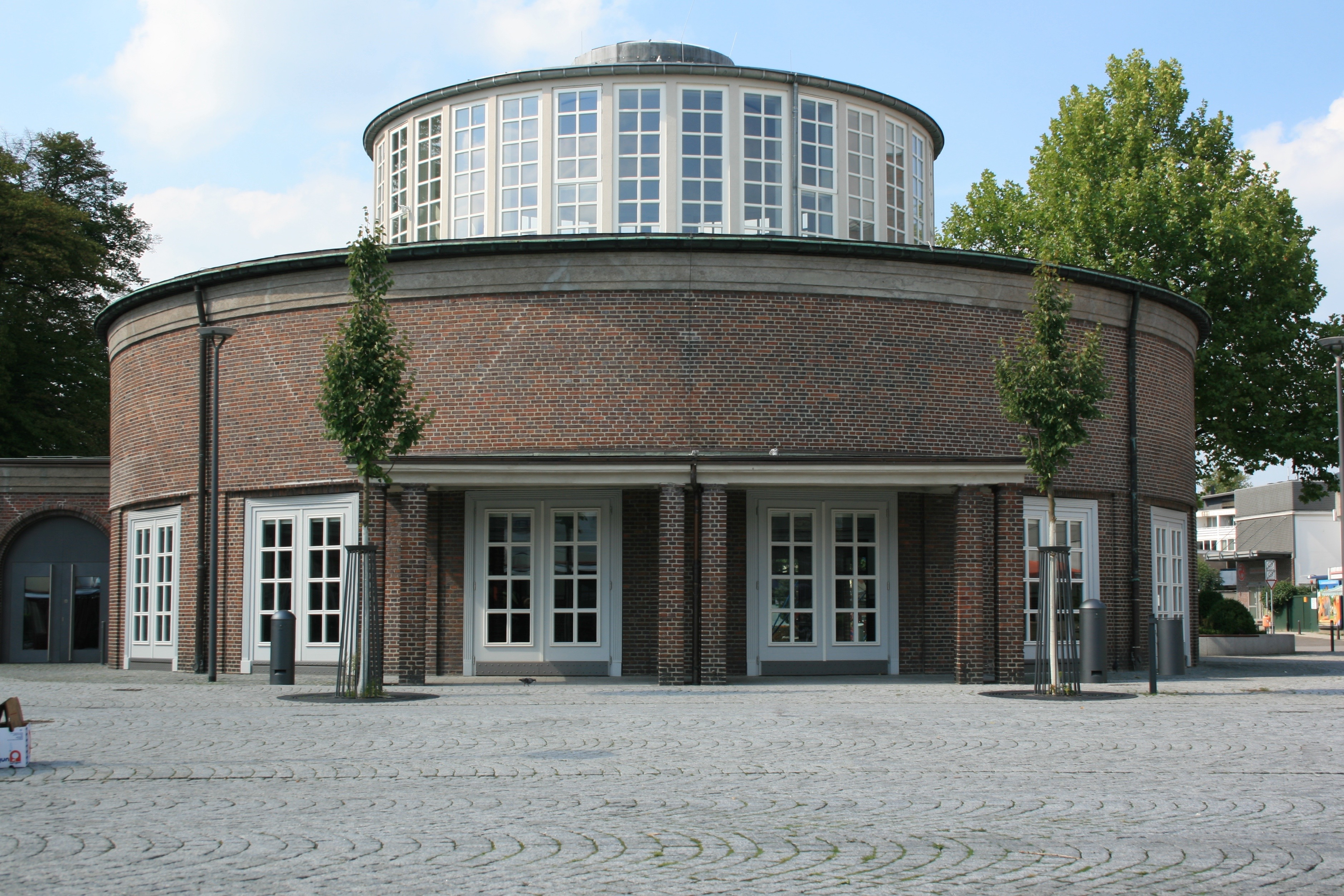
Markthalle 2015

Die Markthalle Delmenhorst ist ein vom deutschen Architekten Heinz Stoffregen entworfener und 1920 fertig gestellter Rundbau, der zum Gebäudeensemble des Delmenhorster Rathauses gehört. Sie ersetzte die 1896 in einem Fachwerkbau errichtete erste Markthalle der Stadt, die sich als zu klein und unzweckmäßig erwiesen hatte. Die Halle war ursprünglich durch einen Arkadengang mit dem Rathaus verbunden, der jedoch 1955 abgerissen wurde. Das Gebäude wird heute als Veranstaltungsort genutzt.
Das Bauwerk ist ein Baudenkmal in Delmenhorst.

## Geschichte
In einem Architekturwettbewerb von 1908 für den Neubau eines Rathauses und die Neugestaltung des Marktplatzes in Delmenhorst, der mit 3500 Mark Preisgeld dotiert war, wurden zwei Entwürfe des Bremer Architekten Heinz Stoffregen und des Berliner Gerrit Emmingmann mit zwei gleichrangigen Preisen  ausgezeichnet. Dabei wurden Stoffregens Gebäudeentwurf und Emmingmanns „vorzügliche Gestaltung des Marktplatzes“ besonders gelobt. Der Magistrat der Stadt beauftragte im Januar 1909 Stoffregen mit der Planung für die Ausführung seines Rathausentwurfs unter Einbeziehung von Emmingmanns Platzkonzeption. Die Fachzeitschrift Architektonische Rundschau sah in Stoffregens Planung „eine durchaus selbständige, kraftvolle Schöpfung.“ Zur Zeit des Wettbewerbs umfasste der zu bebauende Platz den heutigen Hans-Böckler-Platz, den Rathausplatz, Bismarckplatz und den Platz am Rathausbrunnen (siehe auch Rathaus Delmenhorst).
1909 erstellte Stoffregen einen Lageplan, den er im Delmenhorster Kreisblatt veröffentlichte. Auf der Zeichnung reichte ein Arkadengang vom Hauptgiebel des Rathauses zu einer Markthalle mit rechteckigem Grundriss und begleitete diese. Die Leipziger Illustrierte Zeitung veröffentlichte dagegen 1912 eine perspektivische Zeichnung des Rathauses, die einen Arkadengang zeigte, der mit Erreichen der Markthalle endete. Die darauf zu sehende, ebenfalls rechteckig gestaltete Halle, besaß offenbar ein Walmdach. Im März 1914 entwarf Stoffregen dann eine Halle mit ovaler Grundform, an die ein offenes, sich quer über den Marktplatz erstreckendes Schutzdach angefügt war, um ein harmonisches Miteinander der Marktstände innerhalb und außerhalb der Halle zu erreichen.
Der verwirklichte Entwurf war ein runder Bau mit doppelter Laterne. Der Innenraum war freitragend und durch die auf allen Seiten verglasten Lampen gut beleuchtet. Die Fassade wurde aus oldenburgischen Klinkern in bunter Sortierung gemauert.

### Bau

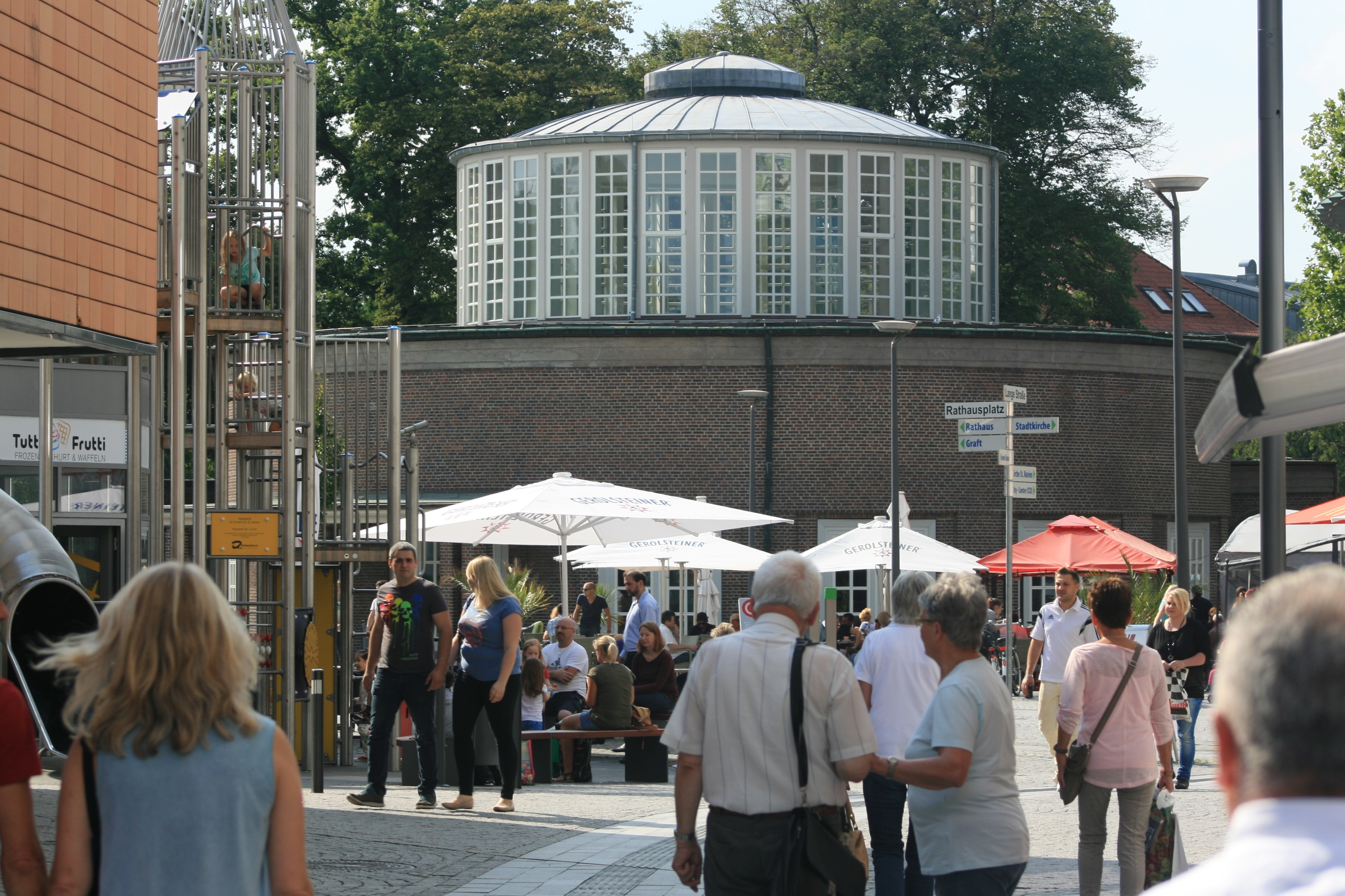
Funktion als Gelenk: Blick aus der Langen Straße auf die Markthalle

Der erste Teil des Komplexes, Wasserturm und Feuerwache, entstanden ab 1909, bis 1914 wurde das Rathaus errichtet. Bedingt durch den Ausbruch des Ersten Weltkrieges wurden die Arbeiten an dem Gebäudekomplex unterbrochen und erst 1919 wieder aufgenommen. Das runde Gebäude der Markthalle wurde von Stoffregen exakt in die Verlängerung der südöstlichen Achse der Langen Straße gesetzt und verband den neu gestalteten Rathausplatz mit der historischen Stadt.
Damit war eine Forderung aus der Wettbewerbsausschreibung erfüllt, die lautete: „Die Hauptverkehrsachse der Stadtgemeinde ist die nördlich an dem Marktplatze vorbeiführende Lange Straße. Sie ist auch die Hauptverkehrszubringerin des Marktplatzes. Auf die Notwendigkeit gehöriger Zuwegungen von der Langen Straße zum Marktplatze ist Rücksicht zu nehmen.“ Die Markthalle wurde anschließend durch einen Arkadengang, der mit Figuren von Ernst von Wachold verziert wurde, mit dem Rathaus verbunden und 1920 fertiggestellt.
stadträumliche Funktion

„Sie (die Markthalle) verbindet die neu gestalteten Plätze mit der historischen Stadt. Zum Marktplatz hin als runde Form funktioniert sie als Gelenk der verschiedenen Achsen, die hier im spitzen Winkel aufeinandertreffen.“

### Nutzung
Bis zum Beginn des Zweiten Weltkriegs wurde die Markthalle genutzt; 1939 gab es zeitweise Überlegungen, sie abzureißen. Nach Ende des Krieges diente sie als Speisungsküche für Flüchtlings- und Schulkinder, bis sie 1951 wieder ihrer alten Bestimmung zugeführt wurde. Mit dem Aufkommen moderner Verkaufswagen für die Marktbezieher schwand der Bedarf für ein festes Gebäude.

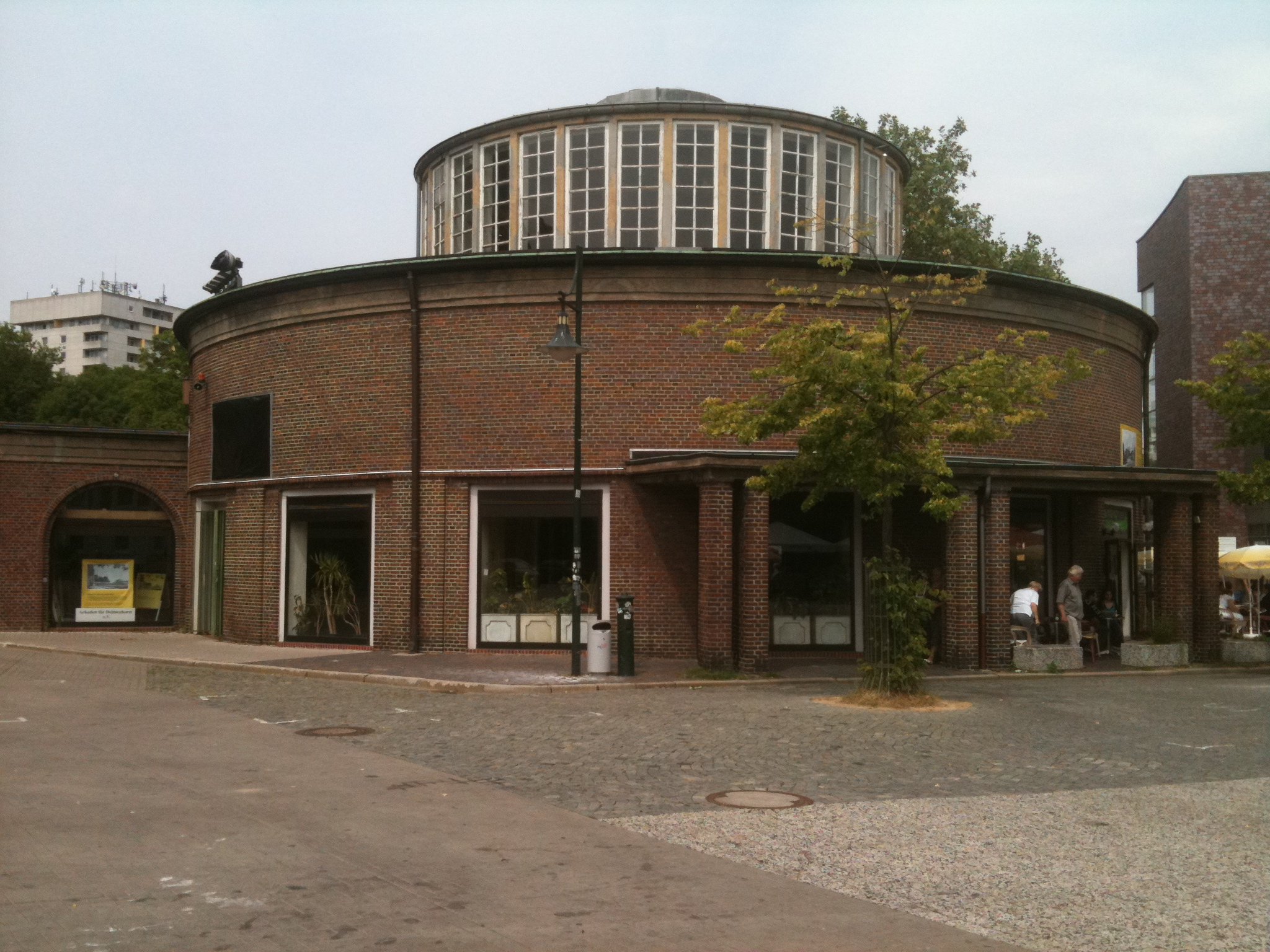
Markthalle Delmenhorst (2010), Zustand vor der Sanierung

1972 wurden die Nutzungsrechte mittels eines auf 50 Jahre angelegten Pachtvertrages an einen privaten Investor vergeben, der das Innere der Halle komplett veränderte, um Einzelhandelsgeschäfte darin einzurichten. Es wurden zwei zusätzliche Decken, viele Zwischenwände und neue Fensterelemente eingebaut, wodurch die Markthalle ihr ursprüngliches Erscheinungsbild im Inneren vollständig verlor. Der Plan des Investors scheiterte: Bis auf zwei Ausnahmen (einer Eisdiele und einem Tabakgeschäft) kam es nicht zu dauerhaften Vermietungen und schließlich zum fast vollständigen Leerstand. Der Pächter ließ das Bauwerk verfallen.
2002 gelangte das Gebäude gegen die Zahlung einer Abfindung wieder in die Hände der Stadt. 2011/12 wurde die Halle saniert und umgebaut zur Nutzung für verschiedene Veranstaltungen. Nach Fertigstellung der Arbeiten wurde die Markthalle im Juni 2013 wieder eröffnet und mit zahlreichen kulturellen Veranstaltungen wieder zugänglich gemacht. Seit Dezember 2015 betreut und vermarktet die Delmenhorster Wirtschaftsförderungsgesellschaft mbH die Markthalle.